# Satellite Digital Radio
Satellite Digital Radio (kurz: SDR) ist eine Aktivität der Normungsorganisation ETSI.
Sie betrifft eine Art von Rundfunksystemen, in denen Satelliten direkt zu mobilen und tragbaren
Empfängern senden und dabei durch terrestrische Sender ergänzt werden. Die übertragenen Inhalte umfassen Hörfunk, mobiles Fernsehen, Text- und Grafik-Informationen, sowie Offline-Inhalte. Die Satellitenkomponente erlaubt eine kostengünstige flächendeckende Versorgung, während die terrestrische Komponente die Empfangsqualität in dichter Bebauung verbessert.
Die SDR-Norm der ETSI erlaubt die interoperable Implementierung von Teilen solcher Netzwerke. Bisher wurde die Funktionalität der physischen Schicht der Luftschnittstelle genormt. Dies ermöglicht die Implementierung von Demodulatoren als integrierte Schaltungen. Die folgenden Teile der Norm ETSI EN 302 550 beschreiben die physische Schicht:
- ETSI EN 302 550-1-1

Satellite Earth Stations and Systems (SES); Satellite Digital Radio (SDR) Systems; Part 1: Physical Layer of the Radio Interface; Sub-Part 1: Outer Physical Layer
- ETSI EN 302 550-1-2

Satellite Earth Stations and Systems (SES); Satellite Digital Radio (SDR) Systems; Part 1: Physical Layer of the Radio Interface; Sub-Part 2: Inner Physical Layer Single Carrier Modulation
- ETSI EN 302 550-1-3

Satellite Earth Stations and Systems (SES); Satellite Digital Radio (SDR) Systems; Part 1: Physical Layer of the Radio Interface; Sub-Part 3: Inner Physical Layer Multi Carrier Modulation
Diese drei Teile ersetzen die bisherigen SDR-Normen ETSI TS 102 550, ETSI TS 102 551-1 und ETSI TS 102 551-2.
Das folgende Dokument enthält Richtlinien zur Verwendung der Normen:
- ETSI TR 102 604

Satellite Earth Stations and Systems (SES); Satellite Digital Radio (SDR) Systems; Guidelines for the use of the physical layer standards
Das folgende Dokument beschreibt die  Fakten und Annahmen, die die Grundlage für die oben genannten Normen bilden:
- ETSI TR 102 525

Satellite Earth Stations and Systems (SES); Satellite Digital Radio (SDR) service; Functionalities, architecture and technologies
Auf Grund von Formalitäten wird in diesem Dokument das englische Wort „may“ an Stelle von „shall“ verwendet.
Die Firmen Worldspace und Ondas haben bekannt gegeben, dass sie die SDR-Normen in ihren Netzwerken anwenden werden.
Das DVB-Projekt hat unter der Bezeichnung DVB-SH Spezifikationen erstellt, die  bei einer ähnlichen Art von Rundfunksystemen Anwendung finden sollen wie ETSI SDR.
Anstelle der Bezeichnung ETSI SDR wird zunehmend die Bezeichnung ESDR verwendet.